# Kéméndy Jenő

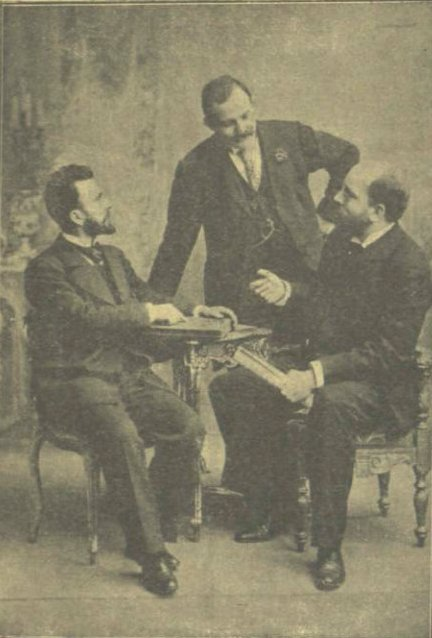
Beer József szövegíró, Kéméndy Jenő díszlettervező és Mader Raul zeneszerző a She című balett szerzői.

Kéméndy Jenő (Szászváros, 1860. április 8. – Budapest, 1925. június 25.) jelmez- és díszlettervező, szcenikus és festőművész volt. Hazánkban úttörő jelentőségű A huszadik század színpada c. (1907) tanulmánya.

## Élete
Édesapja jegyző volt. Kéméndy Jenő művészi képességei már gyermekkorában megnyilvánultak. A budapesti Mintarajziskolában tanult, majd 1879-től Münchenben Benczúr Gyulánál és Rudolf Seitznál lett érett festő. Több mint egy évtizedet töltött a bajor fővárosban. Képzőművészeti alkotások mellett már kisebb színházi munkái is voltak. Képeit először 1881-ben állította ki Budapesten. 1887-ben a történelmi festészet tanulmányozására járt Párizsban. 1888-ban Münchenben állított ki. Festményei is zömmel színpadias jelenetek, zsánerképek, saját képességeit reálisan ítélte meg. Rengeteg képet adott el, már fiatalon nagy vagyonra tett szert. Kerékpártúrán járt Nagy-Britanniában. Műszaki érdeklődése is korán megnyilvánult, több találmányt jegyzett, fényképezett. Felmerült benne, hogy Amerikában lesz gyáros, de helyette Németországban kis kerékpárabroncs-üzemet létesített, de ez csődbe ment.
Ekkor hívta haza Nopcsa Elek báró. 1895-ben az ő révén lett id. Spannraft Ágoston mellett az állami színházak (Operaház, Nemzeti Színház) próbaidős szcenikai felügyelője. Három év múlva saját kérésére véglegesítették, s haláláig immár főfelügyelőként erős kézzel irányított és tervezett. Tanulmányozta a hazánkban fellépő külföldi társulatok (pl. Max Reinhardt) szcenikai megoldásait is. A képzőművészet iránt fogékony Bánffy Miklós intendatúrája idején keletkeztek legjelentősebb munkái. Hevesi Sándorral gyümölcsöző munkakapcsolatot alakított ki. Méltó utódot nevelt magának utolsó éveiben Oláh Gusztáv személyében.
Aranyérmet kapott Shakespeare- és Molière-darabokhoz készült terveiért az 1900-as párizsi világkiállításon. 1923-ban az Operaház örökös tagja lett.
Élénken foglalkoztatták a századfordulón Európában amúgy is előtérben álló szcenikai kérdések, szüntelen újításokon dolgozott (pl. reptető szerkezet a Rajna kincséhez), az Operaház nagyszerű színpadi adottságainak maximális kihasználásával sikerrel ejtette ámulatba a közönséget. 1916-tól filmvetítést is alkalmazott látványelemként  (Sába királynője, A walkür). Korai díszlet- és jelmeztervei még a meiningenizmus hatását mutatták, a későbbiek a realizmust és a festőiséget egyesítik, egyes elemeikben a szecesszió hatása is megnyilvánul. Jelmeztervei még a díszleteinél is magasabb nívót képviselnek.
A kor színházi gyakorlata miatt tervezői munkássága pontosan nem mérhető fel. Közösen dolgozott Ujváry Ignáccal, Hevesivel. Néhány képe a Magyar Nemzeti Galéria gyűjteményében található.

## Tervezései

### Operaházi tervei
- Bartók: A fából faragott királyfi (1917)
- Bartók: A kékszakállú herceg vára (1918)
- Erkel: Bánk bán (1910)
- Goldmark Károly: Sába királynője (1916)
- Máder Rezső: She (1898)
- Máder Rezső: Mályvácska királykisasszony (1921) [a balett szövegkönyvét is Kéméndy írta]
- Máder Rezső: A bűvös bábu (1924)
- Mozart: Szöktetés a szerájból (1913)
- Mozart: A varázsfuvola (1913)
- Offenbach: Hoffmann meséi (1900, 1913)
- Smetana: Dalibor (1909)
- Richard Strauss: Salome (1912)
- Verdi: Aida (1913)
- Verdi: Don Carlos (1888)
- Weber: Oberon (1914)
- Zichy Géza: A vár története (1888)

### Drámákhoz készült tervei
- Herczeg Ferenc: Éva boszorkány (1912)
- Herczeg Ferenc: Árva László király (1917)
- Madách: Az ember tragédiája (1905)
- Pekár Gyula: Mátyás és Beatrix (1904)
- Racine: Britannicus (1899)
- Rostand: Cyrano de Bergerac (1904)
- Shakespeare: Troilus és Cressida (1900)
- Shakespeare: A velencei kalmár (1907, 1926)
- G. B. Shaw: Caesar és Cleopatra (1913)

## Külső hivatkozások
- Színészkönyvtár (Takács István, 2010)
- Artmagazin Kovács Ágnes: Kéméndy Jenő – A szemvidító zsánertől az expresszív díszletig (2006 5. szám)
- Österreichisches Biographisches Lexikon 1815–1950